# Ісатайський сільський округ (Хобдинський район)
Ісата́йський сільський округ (каз. Исатай ауылдық округі, рос. Исатайский сельский округ) — адміністративна одиниця у складі Хобдинського району Актюбінської області Казахстану. Адміністративний центр та єдиний населений пункт — село Жарсай.
Населення — 282 особи (2009; 560 у 1999).